# Hadoblothrus aegeus
Hadoblothrus aegeus är en spindeldjursart som beskrevs av Peter Beron 1985. Hadoblothrus aegeus ingår i släktet Hadoblothrus och familjen spinnklokrypare. Inga underarter finns listade i Catalogue of Life.